# Gasteracantha simoni
Gasteracantha simoni är en spindelart som beskrevs av O. Pickard-Cambridge 1879. Gasteracantha simoni ingår i släktet Gasteracantha och familjen hjulspindlar. Inga underarter finns listade i Catalogue of Life.